# シッサ
シッサ（伊: Sissa）は、イタリア共和国エミリア＝ロマーニャ州パルマ県シッサ・トレカザーリに属する分離集落（フラツィオーネ）。
かつては独立したコムーネであったが、2014年1月1日にトレカザーリと合併して新自治体の一部となった。

## 地理

### 位置・広がり

#### 隣接コムーネ
コムーネとしてのシッサは、以下のコムーネと隣接していた。括弧内のCRはクレモナ県所属を示す。
- コロルノ
- グッソーラ (CR)
- マルティニャーナ・ディ・ポー (CR)
- ロッカビアンカ
- サン・セコンド・パルメンセ
- トッリチェッラ・デル・ピッツォ (CR)
- トッリーレ
- トレカザーリ